# مصرف قطر الإسلامي
تأسس مصرف قطر الإسلامي في العام 1982 كأول مؤسسة مالية إسلامية في قطر. يتم الإشراف على منتجاته وعملياته من قبل مجلس شريعة يضمن أن المصرف يلتزم بقواعد التمويل الإسلامي. ويعتبر المصرف أكبر مقرض ملتزم بالشريعة في قطر.